# Ernst Köhler
Ernst Köhler, též Arnošt Köhler (6. července 1893 Bílina – 5. července 1945), byl československý politik německé národnosti a meziválečný poslanec Národního shromáždění za Sudetoněmeckou stranu.

## Biografie
Byl synem zemědělce. Vychodil národní a měšťanskou školu v Bílině a vystudoval učitelský ústav v Linci. Roku 1912 složil závěrečné zkoušky. V letech 1914–1918 bojoval v první světové válce. Působil jako učitel v Křemýži.
Profesí byl zemědělec, dříve tajemník rolnické komory. Podle údajů z roku 1935 bydlel v Bílině.
V parlamentních volbách v roce 1935 se stal poslancem Národního shromáždění. Poslanecké křeslo ztratil na podzim 1938 v souvislosti se změnami hranic Československa.